# Championnat du monde des voitures de sport 1966
1965 1967
Le Championnat du monde des voitures de sport 1966 est la 14e saison du Championnat du monde des voitures de sport (WSC) FIA, divisé en deux championnats : le Championnat International des voitures de Sport ouvert aux voitures de Sport (S) et aux voitures de Grand Tourisme (GT) et le Championnat International des constructeurs ouvert aux Prototypes (P) qui vont courir à travers le monde dans des courses d'endurance. Il s'est couru du 5 février 1966 au 11 septembre 1966, comprenant treize courses.

## Calendrier
Toutes les catégories n'ont pas couru dans tous les événements. Certaines courses étaient réservées à une catégorie, alors que d'autres étaient combinées.
| Manche | Course                                       | Circuit                        | Catégorie | Participants | Date           |
| ------ | -------------------------------------------- | ------------------------------ | --------- | ------------ | -------------- |
| 1      | 24 Heures de Daytona                         | Daytona International Speedway | Libre     | 59           | 5 au 6 février |
| 2      | 12 Heures de Sebring                         | Sebring International Raceway  | Libre     | 64           | 26 mars        |
| 3      | 1 000 km de Monza                            | Autodromo Nazionale di Monza   | Libre     | 40           | 25 avril       |
| 4      | Targa Florio                                 | Palermo                        | Libre     | 72           | 8 mai          |
| 5      | 1 000 km de Spa                              | Circuit de Spa-Francorchamps   | Libre     | 31           | 25 mai         |
| 6      | 1 000 km du Nürburgring                      | Nürburgring                    | Libre     | 77           | 5 juin         |
| 7      | 24 Heures du Mans                            | Le Mans                        | Libre     | 55           | 18 au 19 juin  |
| 8      | 500 km de Mugello                            | Circuit de Mugello             | Libre     | 91           | 17 juillet     |
| 9      | Coppa Citta di Enna                          | Circuit d'Enna-Pergusa         | Sport     | 22           | 7 août         |
| 10     | 500 km d'Hockenheim                          | Hockenheimring                 | Sport     | 21           | 14 août        |
| 11     | Course de côte Grosser Bergpreis der Schweiz | Crans-Montana                  | Libre     | 91           | 28 août        |
| 12     | 500 km du Nürburgring                        | Nürburgring                    | Libre     | 64           | 4 septembre    |
| 13     | 500 km de Zeltweg                            | Aérodrome de Zeltweg           | Sport     | 22           | 11 septembre   |

#### Catégorie P2.0 - Championnat International des constructeurs - Prototypes II (- de 2000 cm³)

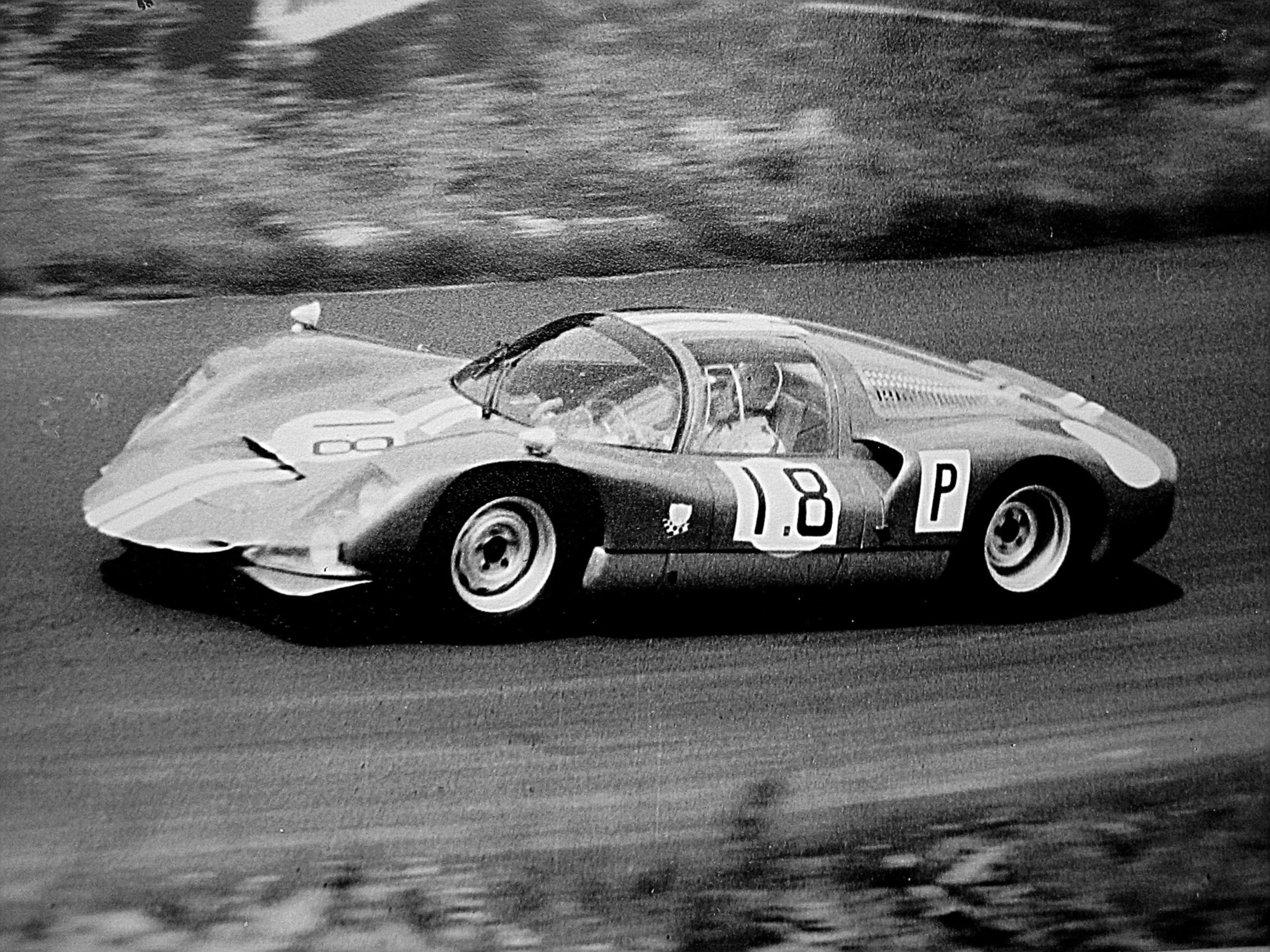
Victoire de la Porsche 906 en P.2.0

## Résultats de la saison

### Courses
| Manche | Circuit                      | Équipe vainqueur                  | Résultats |
| Manche | Circuit                      | Pilote vainqueur                  | Résultats |
| ------ | ---------------------------- | --------------------------------- | --------- |
| 1      | Daytona                      | #98 Shelby American Inc.          | Résultats |
| 1      | Daytona                      | Ken Miles Lloyd Ruby              | Résultats |
| 2      | Sebring                      | #1 Shelby American Inc.           | Résultats |
| 2      | Sebring                      | Ken Miles Lloyd Ruby              | Résultats |
| 3      | Autodromo Nazionale di Monza | #14 SpA Ferrari SEFAC             | Résultats |
| 3      | Autodromo Nazionale di Monza | John Surtees Mike Parkes          | Résultats |
| 4      | Palerme                      | #148 Scuderia Filipinetti/Porsche | Résultats |
| 4      | Palerme                      | Willy Mairesse Herbert Müller     | Résultats |
| 5      | Spa-Francorchamps            | #1 SpA Ferrari SEFAC              | Résultats |
| 5      | Spa-Francorchamps            | Mike Parkes Ludovico Scarfiotti   | Résultats |
| 6      | Nürburgring                  | #7 Chaparral Cars Inc.            | Résultats |
| 6      | Nürburgring                  | Jo Bonnier Phil Hill              | Résultats |
| 7      | Le Mans                      | #2 Shelby American Inc.           | Résultats |
| 7      | Le Mans                      | Bruce McLaren Chris Amon          | Résultats |
| 8      | Mugello                      | #158 Porsche System               |           |
| 8      | Mugello                      | Gerhard Koch Jochen Neerpasch     |           |
| 9      | Enna-Pergusa                 | #64 Scuderia Brescia              |           |
| 9      | Enna-Pergusa                 | « Pam »                           |           |
| 10     | Hockenheim                   | #1 Porsche System Engineering     |           |
| 10     | Hockenheim                   | Gerhard Mitter                    |           |
| 11     | Crans-Montana                | #187 SpA Ferrari SEFAC            |           |
| 11     | Crans-Montana                | Ludovico Scarfiotti               |           |
| 12     | Nürburgring                  | #35 Abarth                        |           |
| 12     | Nürburgring                  | Ernst Furtmayr                    |           |
| 13     | Zeltweg                      | #14 Porsche System                |           |
| 13     | Zeltweg                      | Gerhard Mitter Hans Herrmann      |           |

### Championnat International des constructeurs

#### Catégorie P+2.0 - Championnat International des constructeurs - Prototypes I (+ de2 000cm3)
| Pos | Constructeur | 1   | 2  | 3  | 4  | 5 | 6  | 7  | 8 | 9 | 10 | 11 | 12 | 13 | Total |
| --- | ------------ | --- | -- | -- | -- | - | -- | -- | - | - | -- | -- | -- | -- | ----- |
| 1   | Ford         | 10  | 10 |    |    | 6 |    | 12 |   |   |    |    |    |    | 38    |
| 2   | Ferrari      | (4) |    | 10 | 10 | 9 | 7  |    |   |   |    |    |    |    | 36    |
| 3   | Chaparral    |     |    |    |    |   | 10 |    |   |   |    |    |    |    | 10    |

#### Catégorie P2.0 - Championnat International des constructeurs - Prototypes II (- de2 000cm3)
| Pos | Constructeur  | 1  | 2  | 3   | 4  | 5 | 6  | 7  | 8 | 9 | 10  | 11 | 12 | 13 | Total |
| --- | ------------- | -- | -- | --- | -- | - | -- | -- | - | - | --- | -- | -- | -- | ----- |
| 1   | Porsche       | 10 | 10 | 10  |    |   | 5  | 12 |   |   | 9   |    |    |    | 42    |
| 2   | Ferrari       |    | 7  | (4) | 10 | 9 | 10 |    |   |   |     |    |    |    | 36    |
| 3   | Alpine        |    |    |     |    | 6 |    | 5  |   |   |     |    |    |    | 22    |
| 4   | Austin-Healey |    | 3  |     | 5  | 2 | 3  |    |   |   | (2) |    |    |    | 13    |
| 5   | Triumph       | 7  |    |     |    |   |    |    |   |   |     |    |    |    | 7     |
| 6=  | ASA           |    |    |     | 4  |   |    |    |   |   |     |    |    |    | 4     |
| 6=  | Abarth        |    |    |     |    |   | 4  |    |   |   |     |    |    |    | 4     |
| 8   | Lotus         |    |    |     |    |   |    |    |   |   | 3   |    |    |    | 3     |

### Championnat International des voitures de Sport

#### Catégorie S1.3 - Championnat International des voitures de Sport - Division I (1 300cm3)
| Pos | Constructeur | 1 | 2  | 3 | 4  | 5 | 6  | 7 | 8 | 9 | 10 | 11    | 12 | 13  | Total |
| --- | ------------ | - | -- | - | -- | - | -- | - | - | - | -- | ----- | -- | --- | ----- |
| 1   | Abarth       |   |    |   |    |   | 10 |   | 9 | 9 |    | (4,5) | 9  | (9) | 37    |
| 2   | Alpine       |   | 10 |   | 10 |   | 4  |   | 4 |   |    |       |    |     | 28    |
| 3   | Alfa Romeo   |   |    |   | 3  |   |    |   |   |   |    |       |    |     | 3     |

#### Catégorie S2.0 - Championnat International des voitures de Sport - Division II (2 000cm3)
| Pos | Constructeur | 1  | 2  | 3  | 4  | 5   | 6  | 7  | 8 | 9 | 10 | 11    | 12 | 13  | Total |
| --- | ------------ | -- | -- | -- | -- | --- | -- | -- | - | - | -- | ----- | -- | --- | ----- |
| 1   | Porsche      | 10 | 10 |    | 10 | (6) | 10 | 12 |   |   | 9  | (4,5) |    | (9) | 61    |
| 2   | Alfa Romeo   |    | 7  | 10 | 5  |     | 3  |    |   |   |    | 1     |    |     | 27    |
| 3   | Lotus        |    |    |    |    | 9   |    |    |   |   |    |       |    |     | 9     |
| 4   | Volvo        | 3  |    |    |    |     |    |    |   |   |    |       |    |     | 3     |

#### Catégorie S+2.0 - Championnat International des voitures de Sport - Division III (+ de2 000cm3)
| Pos | Constructeur | 1  | 2  | 3  | 4  | 5 | 6    | 7 | 8 | 9 | 10 | 11 | 12 | 13  | Total |
| --- | ------------ | -- | -- | -- | -- | - | ---- | - | - | - | -- | -- | -- | --- | ----- |
| 1   | Ford         | 10 | 10 | 10 | 10 | 9 | (10) |   |   |   |    |    |    | (9) | 49    |
| 2   | Ferrari      | 5  |    | 4  | 7  | 3 |      |   |   |   |    |    |    | 4   | 26    |
| 3   | Shelby       |    | 7  |    |    |   | 4    |   |   |   |    |    |    |     | 11    |